# Плехановское сельское поселение (Пермский край)
Плехановское се́льское поселе́ние — упразднённое муниципальное образование в Кунгурском районе Пермского края Российской Федерации.
Административный центр — село Плеханово.

## История
Президиум Уральского облисполкома 27 февраля 1924 года утвердил образование Кунгурского района, а в нём 30 сельских советов. В Плехановский сельский совет входило 16 населённых пунктов, где проживало 2646 человек. Исполком находился в д. Парашино в кирпичном двухэтажном здании. В 1929 году Исполком переводится в село Плеханово. Первым председателем Совета был Мальгин Иван Петрович, секретарём Совета Мотыгин Александр Михайлович.
На территории сельсовета было расположено 6 начальных школ: Плехановская, Полетаевская, Парашинская, Лягушинская, Комаровская, Плешковская. В 1942 году Плехановская школа преобразована в семилетную. В связи с изменением уровня жизни 2009 году на территории Плехановского сельского поселения существует одна школа-сад.
В 1992 году Плехановский сельский Совет народных депутатов реорганизован в администрацию Плехановского сельсовета Кунгурского района Пермской области.
Статус и границы сельского поселения установлены Законом Пермской области от 27 декабря 2004 года № 1987-436 «Об утверждении границ и о наделении статусом муниципальных образований Кунгурского района Пермской области»
Законом Пермского края от 9 декабря 2020 года упразднено 22 декабря 2020 года в связи с объединением Кунгура и Кунгурского муниципального района в Кунгурский муниципальный округ, все сельские поселения упразднены.

## Население
| 2010  | 2012  | 2013  | 2014  | 2015  | 2016  | 2017  |
| ----- | ----- | ----- | ----- | ----- | ----- | ----- |
| 2842  | ↗2924 | ↗2940 | ↗3015 | ↗3079 | ↗3150 | ↗3162 |
| 2018  | 2019  | 2020  | 2021  |       |       |       |
| ↗3222 | ↗3343 | ↗3375 | ↗3464 |       |       |       |

## Состав сельского поселения
| № | Населённый пункт | Тип населённого пункта       | Население |
| - | ---------------- | ---------------------------- | --------- |
| 1 | Брод             | деревня                      | 126       |
| 2 | Крутики          | деревня                      | 7         |
| 3 | Осиновое Озеро   | посёлок                      | 31        |
| 4 | Парашино         | деревня                      | 275       |
| 5 | Пауты            | деревня                      | 4         |
| 6 | Плеханово        | село, административный центр | ↗3033     |
| 7 | Плешково         | деревня                      | 2         |
| 8 | Полетаево        | деревня                      | 158       |
| 9 | Черемухово       | деревня                      | 17        |

## Инфраструктура
В 1993 году совхоз «Плехановский» реорганизован в ТОО «Плехановское». В 1992—1994 гг. на территории сельсовета организовано 29 фермерских хозяйств. В 1998 году тракторный цех ликвидирован.
В 2003 году из села Филипповка в Плеханово переведено поселковое отделение милиции.
На территории сельсовета расположены Плехановский участок КЭС, МУП «ЖКХ», Плехановская средняя школа, Центр досуга, плехановская библиотека, плехановская поликлиника, поселковое отделение полиции.